# Jacek Włosowicz
Jacek Władysław Włosowicz (ur. 25 stycznia 1966 w Skalbmierzu) – polski polityk, samorządowiec, senator VI, IX, X i XI kadencji, deputowany do Parlamentu Europejskiego VII kadencji.

## Życiorys
Syn Władysława i Ludwiki. W 1991 ukończył studia na Politechnice Krakowskiej, a w 1994 na Akademii Ekonomicznej w Krakowie. W latach 1995–2005 prowadził własną firmę doradczą w Kielcach.
W 2002 wstąpił do Prawa i Sprawiedliwości i z listy Porozumienia Samorządowego zdobył mandat w kieleckiej radzie miasta. W wyborach parlamentarnych w 2005 z ramienia PiS uzyskał mandat senatorski w okręgu kieleckim. W wyborach w 2007 bez powodzenia ubiegał się o reelekcję.
W 2009 w wyborach do Parlamentu Europejskiego uzyskał mandat deputowanego, startując z listy PiS w okręgu krakowskim. Otrzymał 5610 głosów, najmniej spośród nowo wybranych deputowanych. W kwietniu 2011 wystąpił z delegacji PiS w Europarlamencie, pozostając członkiem partii. W grudniu tego samego roku odszedł do Solidarnej Polski. W styczniu 2012 został sekretarzem tymczasowego zarządu tego ugrupowania, a na kongresie założycielskim partii w marcu objął funkcję jej skarbnika. W 2014 nie został ponownie wybrany do PE.
W wyborach w 2015 wystartował do Senatu z ramienia PiS w okręgu nr 81. Uzyskał mandat senatora IX kadencji, otrzymując 69 115 głosów. W 2019 został wybrany na kolejną kadencję Senatu (głosowało na niego 121 321 osób). W grudniu tego samego roku przestał pełnić funkcję skarbnika Solidarnej Polski, a w kwietniu 2022 został wykluczony z tej partii. W 2023 z powodzeniem ubiegał się o senacką reelekcję (z wynikiem 110 365 głosów). W 2024 z ramienia PiS wystartował w kolejnych wyborach europejskich.